# Cebrè
Cebrè (en grec antic: Κέβρην) va ser, segons la mitologia grega, una divinitat fluvial i un riu a Frígia, prop del mont Ida. Com tots els déus-rius, és fill dels titans Ocèan i Tetis.
Només es cita a Cebrè com a pare de diverses filles.Es diu que Príam es va casar en primer lloc amb Arisbe,filla de Mèrops, amb la que va tenir un fill, Èsac que es va casar amb Astèrope, una filla de Cebrè. Quan Astèrope va morir Èsac va ser transformat en ocell per les seves lamentacions. Altres autors diuen que Hespèria era una filla del Cebrè, si es que Hespèria i Astèrope són nimfes diferents. També es diu que Paris es va casar amb Enone, una filla del riu Cebrè, amb qui va tenir un fill, Còrit. Enone, que havia après de Rea l'art de l'endevinació, va prevenir Paris, demanant-li que no marxés a buscar a Helena. Aquesta Enone tenia fama de fetillera i experta en l'ús de les plantes medicinals.